# Brachycephalus actaeus
Brachycephalus actaeus — вид жаб родини короткоголових (Brachycephalidae). Описаний у 2018 році.

## Поширення
Ендемік Бразилії. Мешкає в атлантичному лісі у муніципалітетах Сан-Франсіску-ду-Сул та Ітапоа у штаті Санта-Катарина на півдні країни. Вид відомий у шести місцевостях від рівня моря до 250 метрів.